# Film estoni proposti per l'Oscar al miglior film straniero
A partire dal 1993 l'Estonia ha cominciato a presentare film all'Academy of Motion Picture Arts and Sciences che la rappresentassero all'Oscar come miglior film di lingua straniera. 
Ad oggi solo uno di questi film è rientrato nella cinquina finalista della categoria: Tangerines nel 2015.
Veiko Õunpuu, già vincitore del premio Orizzonti a Venezia nel 2006, è l'unico regista ad essere stato selezionato tre volte, tutte tra il 2011 e il 2021.
| Anno | Film                                        | Regia                       | Risultato     |
| ---- | ------------------------------------------- | --------------------------- | ------------- |
| 1993 | Need vanad armastuskirjad                   | Mati Põldre                 | Non candidato |
| 2002 | Karu süda                                   | Arvo Iho                    | Non candidato |
| 2005 | Sigade revolutsioon                         | Jaak Kilmi e René Reinumägi | Non candidato |
| 2006 | Stiilipidu                                  | Peeter Urbla                | Non candidato |
| 2008 | Klass                                       | Ilmar Raag                  | Non candidato |
| 2009 | Mina olin siin                              | René Vilbre                 | Non candidato |
| 2010 | Detsembrikuumus                             | Asko Kase                   | Non candidato |
| 2011 | Püha Tõnu kiusamine                         | Veiko Õunpuu                | Non candidato |
| 2012 | Kirjad Inglile                              | Sulev Keedus                | Non candidato |
| 2013 | Seenelkäik                                  | Toomas Hussar               | Non candidato |
| 2014 | Free Range: Ballaad maailma heakskiitmisest | Veiko Õunpuu                | Non candidato |
| 2015 | Tangerines (Mandariinid)                    | Zaza Urushadze              | Candidato     |
| 2016 | 1944                                        | Elmo Nüganen                | Non candidato |
| 2017 | Ema                                         | Kadri Kõusaar               | Non candidato |
| 2018 | November                                    | Rainer Sarnet               | Non candidato |
| 2019 | Võta või jäta                               | Liina Triškina-Vanhatalo    | Non candidato |
| 2020 | Tõde ja õigus                               | Tanel Toom                  | Short-list    |
| 2021 | Viimased                                    | Veiko Õunpuu                | TBD           |

| Non candidato  | Il film è stato proposto dall'Estonia, ma non è stato candidato dall'Academy of Motion Picture Arts and Sciences             |
| Short-list     | Il film è entrato nella "short-list" stilata a gennaio o a dicembre dei nove candidati per l'Oscar al miglior film straniero |
| Candidato      | Il film è entrato a far parte dei cinque candidati per l'Oscar al miglior film straniero                                     |
| Vincitore      | Il film ha vinto l'Oscar al miglior film straniero                                                                           |
| Oscar speciale | Il film ha vinto l'Oscar speciale assegnato tra il 1948 ed il 1956, periodo di tempo in cui non esisteva ancora il premio    |